# Кірк Кемерон
Кірк Томас Кемерон (англ. Kirk Thomas Cameron; нар. 12 жовтня 1970, Панорама-Сіті, Лос-Анджелес, США) — американський актор, євангеліст і телеведучий. Здобув популярність у підліткові роки, зігравши Майка Сівера у ситкомі ABC «Проблеми дорослішання» (1985—1992), ця роль принесла дві номінації на премію «Золотий глобус».
Протягом 1980-х–1990-х років Кемерон брав участь ще у кількох теле- і кінофільмах, зокрема «Як батько, як син» (1987) і «Слухай мене» (1989). У 2000-х роках він зіграв Кемерона «Бака» Вільямса у серії фільмів «Залишені» та Калеба Голта у драмі «Вогняний» (2008). Фільм 2014 року, за його участю, «Врятувати Різдво» був розкритикований критиками та потрапив до списку IMDb «100 найгірших найсвіжіших фільмів місяця». Відтоді він продюсував документальні стрічки та фільми, зокрема комерційно успішний «Lifemark» (2022). У 2022 році він написав книжку для дітей, присвячену вірі, «As You Grow», видану Brave Books, яку він читав у бібліотеках наступного року під час успішного національного книжкового туру.
Кемерон є євангельським християнином, разом з Реєм Комфортом очолює релігійну організацію «The Way of the Master». Разом з дружиною Челсі Нобл заснував фонд «Firefly».

## Ранні роки
Народився у Панорама-Сіті, районі долини Сан-Фернандо у Лос-Анджелесі. Його батьки — Барбара (уроджена Баусміт) і Роберт Кемерон, шкільний вчитель на пенсії. У нього є три сестри: Бріджит, Мелісса й актриса Кендіс Кемерон-Буре, яка найбільш відома своєю роллю ді-джея Таннер у телевізійному ситкомі «Повний будинок». Він навчався у школі на зніманні «Проблем дорослішання», на відміну від «звичайного» державного чи приватного закладу з багатьма іншими учнями. Однак під час перерв в участі у ситкомі він навчався у Чатсвортській середній школі, яку закінчив з відзнакою у 1988 році.

## Акторська кар'єра

### Рання кар'єра

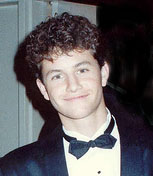
Кемерон на врученні премії «Еммі» (1989)

Кемерон почав зніматися у дев'ять років, і його перша робота була в рекламі пластівців для сніданку. Першу головну роль отримав у 13 років у телесеріалі «Два шлюби». У цьому віці він знявся у кількох телевізійних шоу та фільмах. Він став відомим у 1985 році після ролі Майка Сівера у ситкомі ABC «Проблеми дорослішання». У серіалі у Майка з'явиться дівчина Кейт Макдональд, яку зіграла Челсі Нобл, майбутня дружина Кемерона. Наприкінці 1980-х років Кемерон став кумиром підлітків, з'являвся на обкладинках кількох підліткових журналів. У той час він заробляв 50 000 доларів на тиждень. Він знявся у 60-секундній рекламі Pepsi під час Super Bowl XXIV.
У 1988 році Кемерон знявся в епізоді «Just One of the Guys» телепроєкту «Повний будинок», в якому зіграв двоюрідного брата ді-джея Таннер, у виконанні сестра Кемерона, Кендіс.
Кемерон отримав ролі у низці фільмів, зокрема у кінокомедії з Дадлі Муром «Як батько, як син» (1987), яка мала касовий успіх. Його наступний фільм 1989 року «Слухай мене» провалився у прокаті. Після завершення знімання в «Проблемах дорослішання» у 1992 році, Кемерон отримав роль у ситкомі The WB Television Network «Кірк», прем'єра відбулася у 1995 році. Телепроєкт транслювався протягом двох років. У «Кірку» Кемерон зіграв Кірка Гартмана, 24-річного хлопця, якому довелося виховувати своїх суродженців. Кемерон і Нобл разом знімалися у «Кірку».

### 2000—2010 роки
Кемерон здебільшого перестав зніматися у великих кіно- та телекомпаніях, хоча через десять років після «Проблем дорослішання» з'явився у телевізійних фільмах «Проблем дорослішання: Фільм» 2000 року та «Проблем дорослішання: Повернення Сіверсів» 2004 року. Кемерон возз'єднався з акторським складом «Проблем дорослішання» у «Шоу Ларрі Кінга» від CNN, яке вийшло в ефір 7 лютого 2006 року разом з випуском Warner Bros. повного першого сезону ситкому на DVD. Окрім цього, Кемерон часто працював у фільмах на християнську тематику, серед яких стрічки після піднесення «Залишені: Фільм», «Залишені II: Сила біди» та «Залишені: Світ на війні», у яких виконав роль Кемерона «Бака» Вільямса. Дружина Кемерона Нобл також знялася у цій серії фільмів у ролі Гетті Дарем. Кемерон працював з компанією Cloud Ten Pictures, яка виробляла фільми на християнську тематику, і знявся у кількох їхніх проєктах, зокрема у «Диві карт».
Кемерон виконав головну роль капітана Калеба Голта у драмі 2008 року «Вогнезахисний», який спродюсовано Sherwood Pictures. Бюджет фільму склав 500 000 доларів США. Попри малобюджетність стрічки, касові збори становили 33 415 129 доларів, ставши найкасовішим незалежним фільмом 2008 року.

### 2010–дотепер
У 2012 році Кемерон був оповідачем і ведучим документального фільму «Монументальний: У пошуках національного скарбу Америки». У день прем'єри, 27 березня 2012 року, стрічка зібрала 28 340 доларів. У кінотеатрах покази проходили до 20 травня 2012 року, зібравши у прокаті 1,23 мільйона доларів.
У 2013 році Кемерон оголосив, що він став ведучим фільму «Нестримні», прем'єра якого відбулася 24 вересня 2013 року. Трейлер фільму був заблокований у Facebook, і, за припущенням Кемерона, це сталося через релігійний його зміст. Пізніше Facebook зняв блокування, пославшись на помилки автоматизованої системи та спам-сайту, раніше зареєстрованого за тією ж вебадресою.
Кемерон зіграв і продюсував сімейний фільм 2014 року «Правило милосердя». Він виконав роль батька, який намагається врятувати свій малий бізнес від лобістів, одночасно підтримуючи сина, який мріє стати пітчером Малої бейсбольної ліги. Реальна дружина Кемерона грає його дружину у фільмі. Випуск стрічки відбувся тільки для домашнього перегляду та цифрової дистрибуції.
Також у 2014 році Кемерон знявся у комедійному фільмі на християнську тему «Врятувати Різдво». Стрічка отримала негативні відгуки критиків й премію «Золота малина» 2014 року за найгірший фільм та найгірший сценарій. Кемерон також отримав нагороду за найгіршу чоловічу роль і найгірше поєднання акторського складу на екрані.
Кемерон зіграв головну роль у фільмі 2017 року у «Надзвичайно», знятому студентами Університету Ліберті, про мрію професора Ліберті, учасника марафону, чия подорож пересіченою місцевістю напружує його тіло та шлюб.
У документальному фільмі 2018 року «Підключайся» Кемерон допомагає батькам розібратися у небезпеці технологій, зокрема соціальних мереж, для їхніх дітей. У 2019 році з'явився в епізоді «Повніший будинок», продовженні «Повного будинку», на Netflix. У 2021 році почав вести шоу «Takeaways with Kirk Cameron» на TBN. Він брав інтерв'ю у гостей, багато з яких добре відомі, щоб обговорити нагальні проблеми для християн з метою зробити висновки, які християни можуть використовувати у своєму житті.
У 2022 році Кемерон став продюсером і актором документальної стрічки «The Homeschool Awakening», який досліджує світ домашнього навчання. Крім того, того ж року зіграв головну роль у фільмі братів Кендрік, «Lifemark», який мав касовий успіх і зібрав понад 5 000 000 доларів США. Кемерон з'явився у ролі Джиммі Колтона, названого батька Девіда Колтона.
Того ж року Кемерон написав книжку для дітей «As You Grow» на релігійну тематику, опубліковану Brave Books. У ній розповідається про життя дерева, коли воно росте, і ділиться «біблійною мудрістю через пори життя». Наступного року Кемерон вирушив у книжковий тур всією країною, читаючи свою книгу перед натовпом у бібліотеках. Захід привабив багато відвідувачів.

## Навернення до християнства
У ранньому підлітковому віці Кемерон був атеїстом. У 17 років, під час розпалу акторської кар'єри у «Проблемах дорослішання», він став християнином.
Кемерон зазначив у своїй автобіографії, що після навернення у протестантське християнство він відчув, що деякі сцени суперечать його новознайденій вірі та не підходять для сімейних глядачів, які були цільовою аудиторією шоу. Серед них була сцена, яка закликала неодруженого Майка Сівера розділити ліжко з дівчиною, а вранці сказати їй: «Як тебе звати?». З цих причин він почав наполягати, щоб подібні сюжетні лінії були відредаговані та видалені.
Після закінчення серіалу Кемерон обірвав зв'язок з колишніми колегами. За його словами, це сталося не через неприязнь з його боку до будь-кого з них, а через його бажання та дружини почати нове життя якомога далі від індустрії розваг і, як він сказав: «… цирку, в якому він був останні сім років».
До прем'єри у 2000 році «Проблеми дорослішання: Фільм» у якому зібрався весь акторський склад, Кемерон описав свої жалі з приводу того, як змінилися його стосунки з колегами по ситкому після його релігійного навернення під час виробництва серіалу: «Я перемкнув 100 % уваги на шоу на 100 % на [моє нове життя] і залишив 0 % на шоу — і навіть на дружбу, яка була частиною проєкту. Якби я міг повернутися назад, я думаю, що міг би приймати рішення, які були б менш ненавмисно шкідливими для акторського складу, наприклад, говорити та пояснювати їм, чому я просто хотів, щоб моя сім'я була на моєму весіллі».
У 2011 році на зустрічі акторського складу «Проблеми дорослішання» на «Доброго ранку, Америко» Алан Тік, який зіграв батька Кемерона, сказав: «Вибір Кірка для багатьох людей здався екстремальним, але якщо подумати про вибір дитини під тиском, що він мав обрати краще, ніж релігійне духовне життя?».
Навернення Кемерона до християнства спонукало до рішення не цілувати нікого, крім своєї дружини на екрані. З цієї причини його справжня дружина виступила дублером у сцені фільму «Вогняний», де його персонаж, Калеб Голт, цілує свою дружину Кетрін (Ерін Бетеа). Сцену зняли силуетом, щоб приховати цей факт.
У своїй автобіографії Кемерон розповідає, що він відмовився від серіалу, тому що, не хотів витрачати більше час на удавання чоловіка та батька на знімальному майданчику, надав перевагу справжній дружині та дітям, вирішивши натомість зніматися у тих фільмах і телевізійних шоу або продюсувати їх, зміст яких відповідає його релігійним цінностям. Він провів низку семінарів і виступів про шлюб і сім'ю.
У серпні 2017 року Кемерон і Нобл створили шлюбний курс онлайн «Серце сім'ї: Шість тижнів до щасливішої домівки та здоровішої сім'ї».

## Євангелістське служіння
Кемерон співпрацював з євангелістом Реєм Комфортом, щоб навчати методів євангелізації через засноване ними служіння «The Way of the Master» й однойменне телевізійне шоу, яке Кемерон веде. Два роки поспіль воно отримувало нагороду Національних релігійних мовників за найкращу програму. Існувало також радіошоу з ведучим Тоддом Фрілом, яке скасували та замінили на Wretched Radio. Кемерон разом з дружиною заснував фонд The Firefly, який керує «Camp Firefly», дитячим табором для невиліковно хворих дітей та їхніх родин з забезпеченням безкоштовної тижневої відпустки.
Кемерон і Комфорт брали участь у теледебатах з атеїстами Браяном Сапієнтом і Келлі О'Коннер з групи «Rational Response Squad» у баптистській церкві Голгофи на Мангеттені 5 травня 2007 року. Модератором був Мартін Башир з ABC, частина транслювалася на Nightline. Серед питань було існування Бога: Комфорт свого часу на своїх служіннях заявляв, що може науково довести існування, не покладаючись на віру чи Біблію. Однак він ніколи не зобов'язувався дотримуватись цього обмеження на самих дебатах, як пізніше пояснила «The Christian Post» у виправленні, зробленому у самому кінці своєї статті про дебати. Аудиторія складалася як з теїстів, так і з атеїстів. Серед тем були атеїзм й еволюція. Сапієнт під час аргументів стверджував, що Комфорт порушив правила, згадавши десять заповідей. Кемерон пізніше заявив на радіошоу «Шлях Майстра», що у правилах не сказано про заборону покликання на Біблію, а радше про те, що Комфорту просто були потрібні аргументи без згадки про Біблію чи віру. На дебатах Кемерон покликався на крококачку для заперечення теорії еволюції, що потім стало мемом, який підкреслив неправильні уявлення про теорію.
У листопаді 2009 року Кемерон розповсюджував безкоштовні примірники зміненої версії «Походження видів» Чарльза Дарвіна в університетських містечках США. Книга складалася з тексту Дарвіна з вилученими розділами та доданим вступом Рея Комфорта, який повторював загальні твердження креаціоністів про Дарвіна й еволюцію. Книгу розкритикували вчені та біографи Дарвіна через пропуск ключових розділів, і , що вступ містить дезінформацію про Дарвіна та давно спростовані аргументи креаціоністів щодо науки про еволюцію у зв'язці нацистських расових теорій з дарвіністськими ідеями. Пізніше Комфорт сказав, що чотири розділи вилучили навмання, щоб зробити книгу компактною для розповсюдження, а відсутні розділи можна завантажити. Друге видання, яке мала менший розмір тексту, містило відсутні сторінки, окрім передмови Дарвіна та глосарію. Національний центр наукової освіти організував кампанію з розповсюдження аналізу вступу Комфорта серед коледжів США з закладками у вигляді банана, натякаючи на презентацію Комфорта з бананом як доказом існування Бога.
2 березня 2012 року Кемерон висловив своє ставлення до гомосексуалізму у програмі CNN «Пірс Морган сьогодні ввечорі»: «неприродний, згубний і руйнівний для багатьох основ цивілізації». Альянс геєв і лесбійок проти дифамації розкритикував коментарі Кемерона, а також викликали негативну реакцію з боку активістів прав геїв і голлівудських знаменитостей, зокрема Розанни Барр, Крейга Фергюсона, Джессі Тайлера Фергюсона, колег по «Проблемам дорослішання: Фільм» Трейсі Голд й Алана Тіка. Пірс Морган заявив, що Кемерон був сміливим, коли висловив свою думку, «якими б застарілими не були його переконання». Однак він отримав «тисячі електронних листів і коментарів» від прихильників. Розі О'Доннелл запросила обговорити його погляди на її ток-шоу, але він відмовився і запропонував приватну вечерю для обговорення теми особисто.
11 квітня 2012 року Кемерон отримав нагороду Весліанського університету Індіани та його прийняли до Товариства змінників світу.

## Політика
Кемерон — відвертий соціальний консерватор. Він підтримав Дональда Трампа на президентських виборах 2016 року, сказавши: «Є очевидні вороги християнських принципів і християнства [і] я не думаю, що Трамп є одним із них».

### COVID-19
У 2020 році Кемерон сказав, що такі речі, як COVID-19, можуть бути використані Богом для реалізації його цілей, і що у нього були підозри (не уточнюючи, які саме) щодо того, як почався COVID-19. Він також виступив проти святкування Дня подяки у колі родини, як заходу для уповільнення поширення пандемії COVID-19, сказавши: «Соціалізм і комунізм стукають у наші двері… замасковані костюмами охорони здоров'я та соціальної справедливості».
У грудні 2020 року, у період рекордного рівня захворюваності COVID-19 з переповненими лікарнями, зокрема у Південній Каліфорнії, Кемерон двічі організував щонайменше два десятки людей без масок для різдвяного колядування та проти посилення обмежень, пов'язаних з боротьбою проти другої хвилі пандемії. Заходи, які були законними, проводилися на вулиці, у таких місцях, як стоянка торгового центру в окрузі Вентура. Барбара Феррер, директор охорони здоров'я округу Лос-Анджелес, засудила рішення Кемерона проводити масові зібрання як «дуже безвідповідальне та дуже небезпечне». Кемерон відповів на цю критику, заявивши, що психологічна шкода карантину через COVID-19 може бути гіршою, ніж сам коронавірус.
Кемерон також провів у Малібу новорічний пісенно-молитовний захід без масок просто неба, попри прохання сенатора штату Генрі Стерна залишитися вдома.

## Особисте життя
Кемерон і його дружина, зірка «Проблеми дорослішання» Челсі Нобл, одружилися 21 липня 1991 року. У них є шестеро дітей, четверо з яких були усиновлені: Джек (1996 р. н.), Ізабелла (1997 р. н.), Анна (1998 р. н.) та Люк (2000 р.н.); і двоє біологічних: Олівія (2001 р.н.) і Джеймс (2003 р.н.).

## Фільмографія
| Рік       |     | Українська назва                                       | Оригінальна назва                                    | Роль                        |
| --------- | --- | ------------------------------------------------------ | ---------------------------------------------------- | --------------------------- |
| 1981      | тф  | Очікування «Голіафа»                                   | Goliath Awaits                                       | Ліам                        |
| 1981      | с   | Брет Маверік                                           | Bret Maverick                                        | Хлопчик                     |
| 1982      | тф  | За Відьминою горою                                     | Beyond Witch Mountain                                | хлопчик                     |
| 1982      | с   | Фольксваген-жук                                        | Herbie, the Love Bug                                 | дитина                      |
| 1982      | с   | Лу Грант                                               | Lou Grant                                            | Джої                        |
| 1983      | тф  | Зірковий корабель 1                                    | Starflight: The Plane That Couldn't Land             | Гері                        |
| 1983      | с   | Два шлюби                                              | Two Marriages                                        | Ерік Армстронг              |
| 1984      | тф  | Більше ніж вбивство                                    | More Than Murder                                     | Боббі                       |
| 1984      | тф  | Діти у перехресному вогні                              | Children in the Crossfire                            | Міккі Чендлер               |
| 1985—1992 | с   | Проблеми дорослішання                                  | Growing Pains                                        | Майк Сівер                  |
| 1986      | ф   | Нйкращі часи                                           | The Best of Times                                    | Тедді                       |
| 1987      | ф   | Як батько, як син                                      | Like Father Like Son                                 | Кріс Гаммонд / Джек Гаммонд |
| 1988      | с   | Повний будинок                                         | Full House                                           | кузен Стів                  |
| 1988      | ф   |                                                        | Straight at Ya'                                      | себе                        |
| 1989      | ф   | Слухай мене                                            | Listen to Me                                         | Такер Малдауні              |
| 1990      | ф   | Віллі                                                  | The Willies                                          | Майк Сівер                  |
| 1991      | тф  |                                                        | A Little Piece of Heaven                             | Вілл Луміс                  |
| 1994      | тф  |                                                        | Star Struck                                          | бігун                       |
| 1995      | тф  | Комп'ютер у кросівках                                  | The Computer Wore Tennis Shoes                       | Декстер Райлі               |
| 1995—1996 | с   | Кірк                                                   | Kirk                                                 | Кірк Гартман                |
| 1998      | тф  |                                                        | Ти - щасливий пес                                    | Джек Морган                 |
| 1998      | ф   | Народження Ісуса                                       | The Birth of Jesus                                   | дядько Кірк                 |
| 2000      | тф  | Проблеми дорослішання: Фільм                           | The Growing Pains Movie                              | Майк Сівер                  |
| 2001      | с   | Дотик ангела                                           | Touched by an Angel                                  | Чак Паркер                  |
| 2001      | тф  | Диво карт                                              | The Miracle of the Cards                             | Джош                        |
| 2001      | ф   | Залишені: Фільм                                        | Left Behind: The Movie                               | Бак Вільямс                 |
| 2002      | с   | Сімейне право                                          | Family Law                                           | Мітчелл Старк               |
| 2002      | ф   | Залишені II: Сила біди                                 | Left Behind II: Tribulation Force                    | Бак Вільямс                 |
| 2004      | тф  | Проблеми дорослішання: Повернення Сіверів              | Growing Pains: Return of the Seavers                 | Майк Сівер                  |
| 2005      | ф   | Залишені: Світ на війні                                | Left Behind: World at War                            | Бак Вільямс                 |
| 2008      | ф   | Вогнестійкий                                           | Fireproof                                            | Калеб Голт                  |
| 2012      | ф   | Монументальний: У пошуках національного скарбу Америки | Monumental: In Search of America's National Treasure | оповідач                    |
| 2013      | док | Нестримний                                             | Unstoppable                                          | себе                        |
| 2014      | ф   | Правило милосердя                                      | Mercy Rule                                           | Джон Міллер                 |
| 2014      | ф   | Врятувати Різдво                                       | Saving Christmas                                     | Кірк                        |
| 2017      | ф   | Надзвичайний                                           | Extraordinary                                        | Баррі                       |
| 2018      | ф   | Зв'язок                                                | Connect                                              | себе                        |
| 2019      | с   | Повніший будинок                                       | Fuller House                                         | себе                        |
| 2022      | док |                                                        | The Homeschool Awakening                             | себе                        |
| 2022      | ф   |                                                        | Lifemark                                             | Джиммі Скоттон              |

### Відео ігри
| рік  | Назва     | роль  |
| ---- | --------- | ----- |
| 1994 | The Horde | Чонсі |

## Нагороди та номінації
| Рік  | Нагорода                         | Категорія                                                                    | Робота                | Результат | Прим.   |
| ---- | -------------------------------- | ---------------------------------------------------------------------------- | --------------------- | --------- | ------- |
| 1985 | Молодий актор                    | Найкращий молодий актор другого плану в драмі                                | Два шлюби             | Номінація | [ 113 ] |
| 1986 | Молодий актор                    | Найкращий молодий актор у новому телесеріалі                                 | Проблеми дорослішання | Перемога  | [ 113 ] |
| 1987 | Молодий актор                    | Виняткова гра молодого актора в телевізійній комедії чи драматичному серіалі | Проблеми дорослішання | Перемога  | [ 113 ] |
| 1987 | Молодий актор                    | Найкраща молода суперзірка телебачення                                       | Проблеми дорослішання | Перемога  | [ 113 ] |
| 1987 | Сатурн                           | Найкраща роль молодшого актора                                               | Як батько, як син     | Перемога  |         |
| 1987 | Золотий глобус                   | Найкращу чоловічу роль другого плану — серіал, міні-серіал або телефільм     | Проблеми дорослішання | Номінація | [ 113 ] |
| 1988 | Вибір народу                     | Улюблений молодий телеактор                                                  |                       | Перемога  | [ 114 ] |
| 1989 | Молодий актор                    | Найкращий молодий кіноактор                                                  | Послухай мене         | Номінація |         |
| 1989 | Золотий глобус                   | Найкращий актор другого плану — серіал, міні-серіал або телефільм            | Проблеми дорослішання | Номінація | [ 113 ] |
| 1989 | Вибір народу                     | Улюблений молодий телеактор                                                  |                       | Перемога  | [ 115 ] |
| 1990 | Kids' Choice Awards              | Улюблений телеактор                                                          | Проблеми дорослішання | Перемога  |         |
| 1991 | Kids' Choice Awards              | Улюблений телеактор                                                          | Проблеми дорослішання | Номінація |         |
| 2012 | Весліанський університет Індіани | Товариство змінників світу                                                   |                       | Перемога  |         |
| 2014 | Золота малина                    | Найгірший актор                                                              | Збереження Різдва     | Перемога  |         |
| 2014 | Золота малина                    | Найгірше екранне комбо (ділить зі «своїм его»)                               | Збереження Різдва     | Перемога  |         |

## Книги
- Still Growing: An Autobiography (2008, with Lissa Halls Johnson): ISBN 0-8307-4451-7
- As You Grow (2022, опубліковано Brave Books і проілюстровано Juan Moreno): ISBN 1-9555-5029-8[116]
- Pride Comes Before the Fall (2023, Brave Books, ілюстрації Steve Crespo): ISBN 978-1955550390